# Гвоздика растопыренная
Гвоздика расстопыренная, или Гвоздика оттопыренная (лат. Dianthus squarrosus)  — вид травянистых растений рода Гвоздика (Dianthus) семейства
Гвоздичные (Caryophyllaceae).

## Ботаническое описание
Многолетнее травянистое растение высотой 15-—25 см. Стебли голые, сильноветвистые. Листья линейные, жесткие, дуговидно изогнутые, по краю мелкозубчатые, 1,5—2 см длиной и 0,5 мм шириной. Прицветные чешуи яйцевидные, короткозаостренные. Чашечка длиной до 30 мм, цилиндрической формы, в 4 раза больше прицветных чешуй. Лепестки шириной 2—4 мм, сверху волосистые, с пластинкой, рассечённой на нитевидные доли. Цветки одиночные, белого цвета, расположены на концах стеблей и ветвей. Период цветения — июнь — июль. Плод — коробочка.

## Экология и ареал
Встречается единичными особями или небольшими популяциями. Облигатный псаммофит. Обитает на незадернованных и слабозадернованных песках.
Встречается в Южной Украине, Средней Азии, Воронежской, Ростовской, Пензенской, Самарской и Саратовской областях.

## Значение и применение
На пастбище скотом поедается плохо.

## Охранный статус

### В России
Занесена в Красные книги Ростовской ,Воронежской и
Пензенской областей.
Лимитирующими факторами являются: узкая экологическая амплитуда, облесение и естественное зарастание песков травянистыми многолетними растениями и кустарниками. Необходим мониторинг за состоянием популяций.
Охраняется в Государственном федеральном заказнике Цимлянском, Нижнекундрюченском и Митякинском заказниках. Культивируется в Ботаническом саду Южного Федерального Университета.

### На Украине
Решением Луганского областного совета № 32/21 от 3 декабря 2009 входит в «Список регионально редких растений Луганской области».